# Форсирование прохода у Курупайти
Форсирование прохода у Курупайти — военно-речная операция союзников, проведенная 15 августа 1867 года во время Парагвайской войны силами бразильских броненосцев на реке Парагвай у форта Курупайти. 

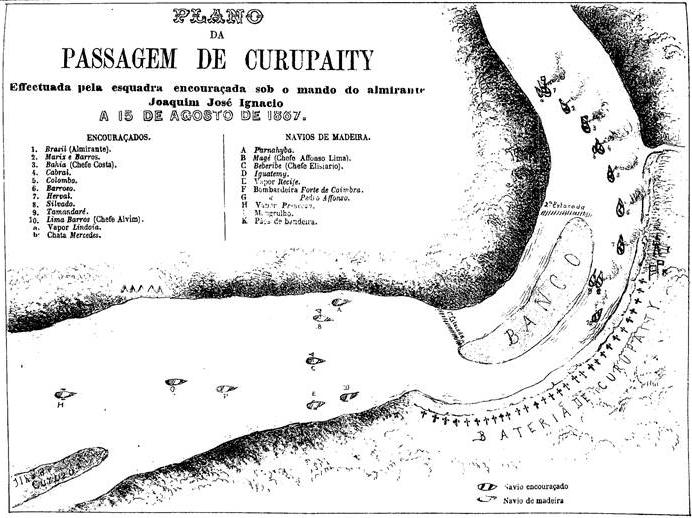
Карта-схема операции. Справа броненосцы заходят в ближайшее к орудиям русло, а деревянные суда (слева) ведут подавляющий огонь.

Трудности, с которыми столкнулись союзники, были гигантскими. Война шла уже третий год, и они оказались в ловушке на небольшой территории на юго-западе Парагвая, в основном из-за катастрофы, произошедшей годом ранее в битве при Курупайти. Для поднятия боевого духа войск срочно требовалась пропагандистская победа.
Высшее командование имперского флота считало прорыв мимо Курупайти и Умайты практически невозможным. Курупайти представлял собой комплекс укреплений и траншей в нескольких километрах вниз по реке от Умайты и являлся частью оборонительного комплекса Умайта. Он находился на «угле четырехугольника» — линии земляных валов, которая защищала Умайту со стороны суши, в месте, где годом ранее произошло катастрофическое для союзников сухопутное сражение. Парагвайцы частично перевезли с Умайты орудия, чтобы усилить батареи Курупайти, береговая артиллерия которого насчитывала 35 тяжелых орудий. Самая большая пушка «Эль-Кристиано» стреляла 10-дюймовым (250 мм) снарядами.
Главнокомандующий союзными силами аргентинский президент Митре окончательно навязал свою позицию, оставив организацию и проведение операции на усмотрение бразильского адмирала Жуакина Жозе Инасиу. Согласно плану Инасиу, в то время как восемь канонерских лодок будут обстреливать батареи Курупайти, прикрывая наступление, девять броненосцев, взяв на буксир три бронированные плоскодонки, будут форсировать проход.
У Курупайти река Парагвай имела два русла. Одно было глубже, но ближе к вражеским батареям, и течение было сильнее. В другом русле риск сесть на мель был очень высок; более того, парагвайский перебежчик утверждал, что там недавно были поставлены мины. Инасиу выбрал ближайшее к батареям русло, и его выбор оказался правильным.
Рано утром 15 августа 1867 года с канонерских лодок начался артобстрел укреплений Курупайти. За время ведения подавляющего огня было выпущено 665 снарядов тяжелой артиллерии. В 6 часов утра броненосцы во главе с «Бразилом» снялась с якоря и двинулась вверх по течению, не беспокоясь об залпах парагвайской артиллерии и ружейного огня. Прохождение каждого корабля занимало около 40 минут.
Жертв и повреждений было немного. Больше всех пострадал «Тамандаре»: вражеский снаряд пробил один из люков, убив и ранив 14 членов экипажа, и повредил двигатель, который заглох, оставив корабль дрейфовать под орудиями форта. Его спас «Сильвадо», с которого бросили трос и взяли на буксир. «Коломбо», следовавшую сзади «Тамандаре», остановил машины, чтобы избежать столкновения. Сильное течение поставило броненосцы рядом, что сделало невозможным  маневрирование. «Коломбо» приблизился к парагвайским орудиям, которые нанесли ему серьезный ущерб, ранив и убив 25 членов экипажа.
Через два часа броненосцы успешно форсировали проход и бросили якорь между Курупайти и Умайтой, став в две линии.
Митре настаивал на подобном форсировании у Умайты, но Кашиас и Инасиу отказались, сославшись на то, что проход у Умайты был более закрытым и узким, а также снабжен протянутой между берегами цепью. Под командованием Кашиаса боевые действия сосредоточились на операции по окружению Умайты, в то время как эскадра оставалась разделенной: часть стояла перед Курусу, а броненосцы — на якоре за Курупайти, в полутора милях от Умайты, в опасной ситуации между обоими укреплениями. В свою очередь, Солано Лопес был вынужден использовать для своих сообщений и снабжения ненадежную дорогу через Чако.